# ورخنیایا زولوتیتسا
ورخنیایا زولوتیتسا (به لاتین: Verkhnyaya Zolotitsa) یک منطقهٔ مسکونی در روسیه است که در استان آرخانگلسک واقع شده‌است.